# David Frederick Farr
David Frederick Farr (15 de noviembre de 1941) es un profesor, botánico, y micólogo estadounidense.

## Algunas publicaciones

### Libros
- 1989. Fungi on plants and plant products in the United States. Nº 5 de Contributions from the U.S. National Fungus Collections. Ed. APS Press. 1.252 p. ISBN 0890540993

- Clyde Franklin Reed, David F. Farr, Pier Andrea Saccardo. 1993. Index to Saccardo's Sylloge fungorum, volumes I-XXVI in XXIX, 1882-1972. Nº 6 de Contributions from the U.S. National Fungus Collections. 884 p.

- Lois Brako, Amy Y. Rossman, David F. Farr. 1995. Scientific and common names of 7,000 vascular plants in the United States. U.S. National Fungus Collections. Nº 7 de Contributions from the U.S. National Fungus Collections. 295 p. ISBN 089054171X

- David F. Farr, H. Bartolomé Esteban, Mary E. Palm. 1996. Fungi on rhododendron: a world reference. Ed. Parkway Publ. 192 p. ISBN 1887905006 en línea

- La abreviatura «D.F.Farr» se emplea para indicar a David Frederick Farr como autoridad en la descripción y clasificación científica de los vegetales.[1]